# Монтанья, Бартоломео
Бартоломео Монтанья (итал. Bartolomeo Montagna; середина XV века — 1523, Виченца) — живописец эпохи итальянского Возрождения венецианской школы. Фамилия «Монтанья» (итал. Montagna — гора, горная местность) может указывать на происхождение семьи художника. Бартоломео был учеником Альвизе Виварини в Венеции. Возможно, что у него, в свою очередь, учился Чима да Конельяно.
Творчество Бартоломео Монтаньи формировалось под влиянием Андреа Мантеньи, Джованни Беллини и Витторе Карпаччо. Монтанья работал в Виченце, Бассано, Падуе и Вероне. Из его фресковой живописи сохранился цикл на тему жития святого Власия в веронской церкви Сант-Назаро-э-Чельсо, который отличается выразительностью движений фигур, стремлением к достоверности изображения и прекрасными пейзажными фонами.
Алтарные картины Монтаньи представлены в основном изображениями Мадонны с предстоящими святыми, узнаваемыми по оригинальному типу, который он придавал образу Богоматери. Главные из подобных произведений — «Мадонна с Младенцем и святыми» в Миланской Пинакотеке Брера, картины с образами Мадонны в Берлинской картинной галерее и в церкви Санта-Корона в Виченце, «Се, Человек» в парижском Лувре, «Пьета» в Монте-Берико в Виченце.
Сын художника Бенедетто Монтанья (ок. 1481— до 1558) — живописец и гравёр, работал в Виченце. Известны и другие художники под фамилией Монтанья.

## Галерея

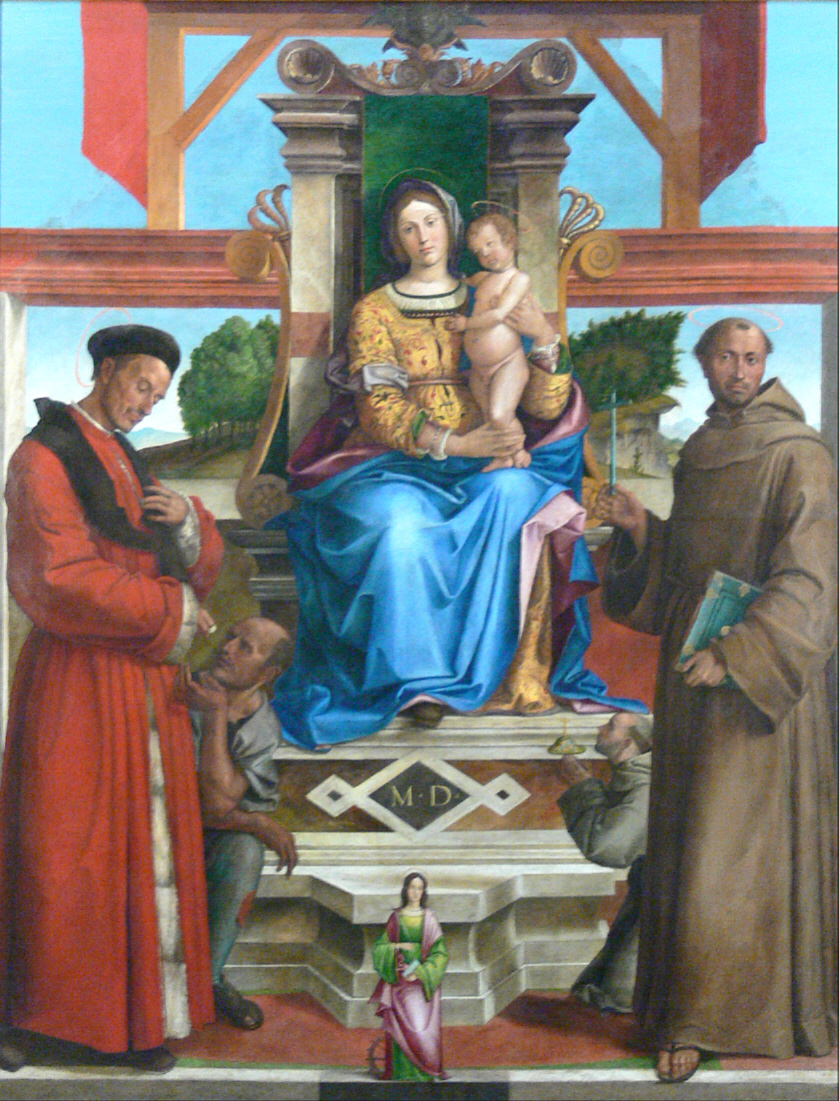
Святое Собеседование. Мадонна с Младенцем на троне со святым Гомобором и нищим, со святым Франциском, блаженным Бернардо да Фельтре и святой Екатериной. Ок. 1515. Холст, масло. Музей Боде, Берлин
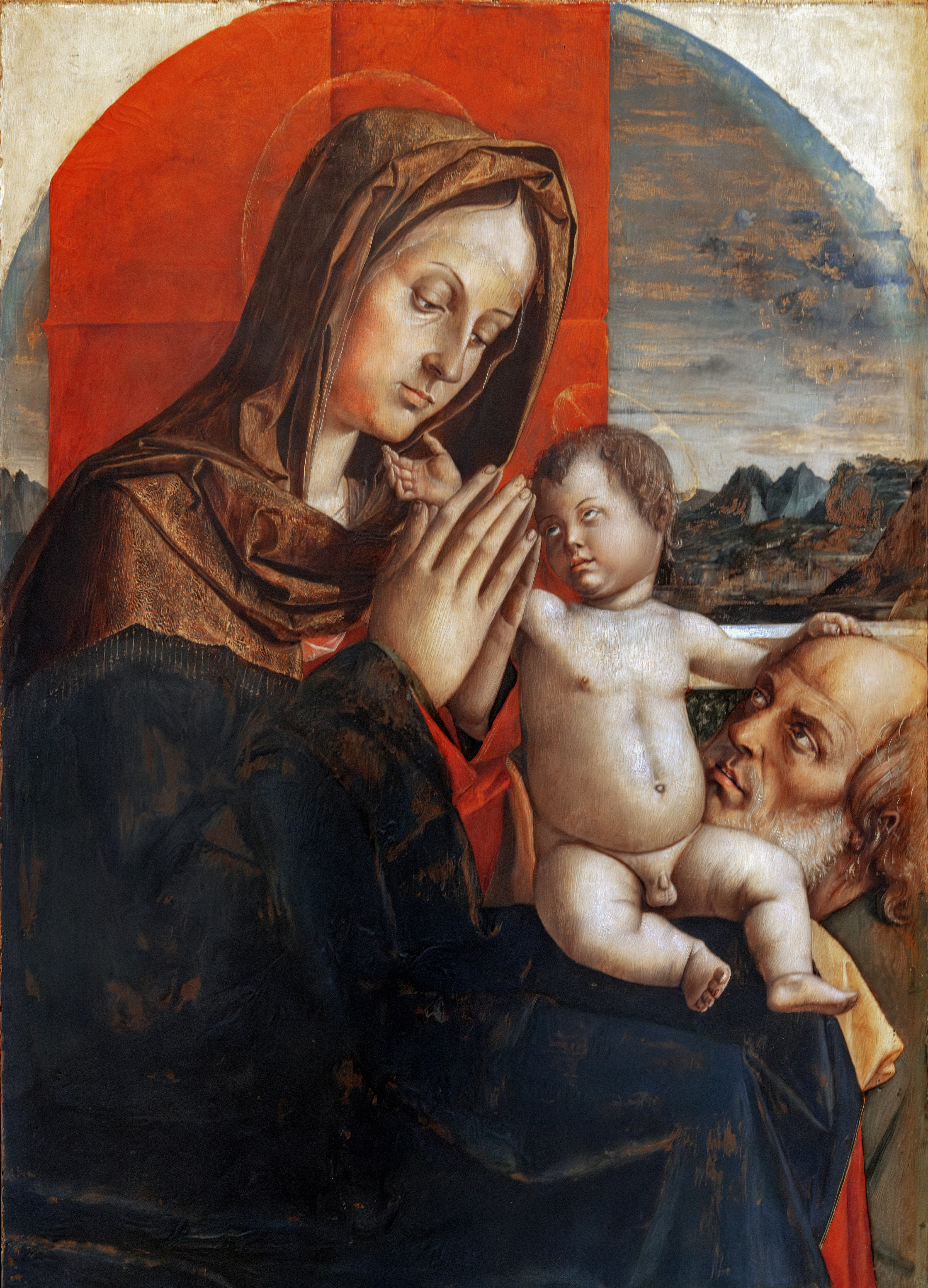
Святое Семейство (Мадонна с Младенцем и святым Иосифом). Ок. 1510. Холст, масло. Музей Коррер, Венеция
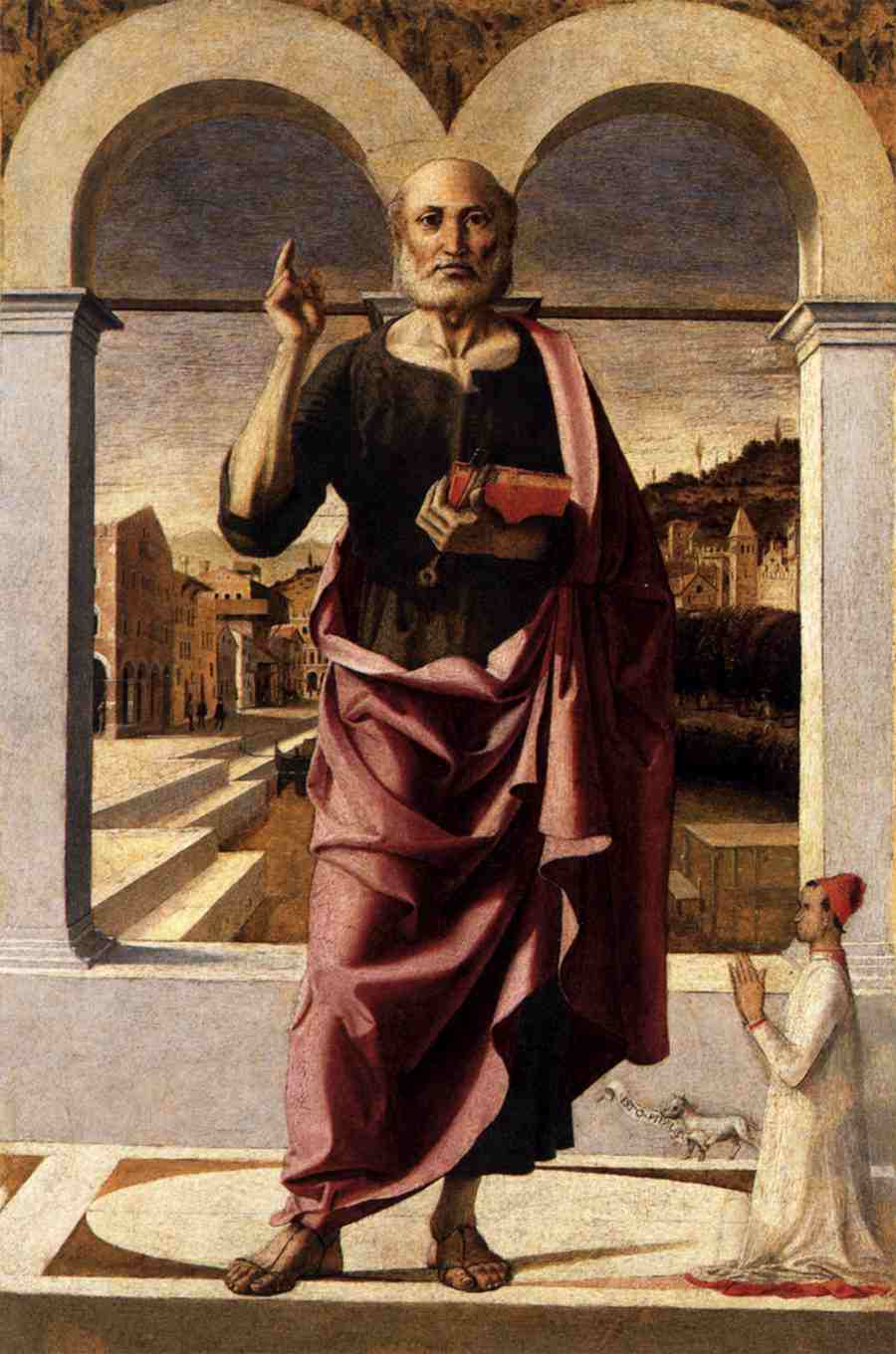
Апостол Пётр с донатором. Ок. 1505 г. Дерево, масло. Галерея Академии, Венеция
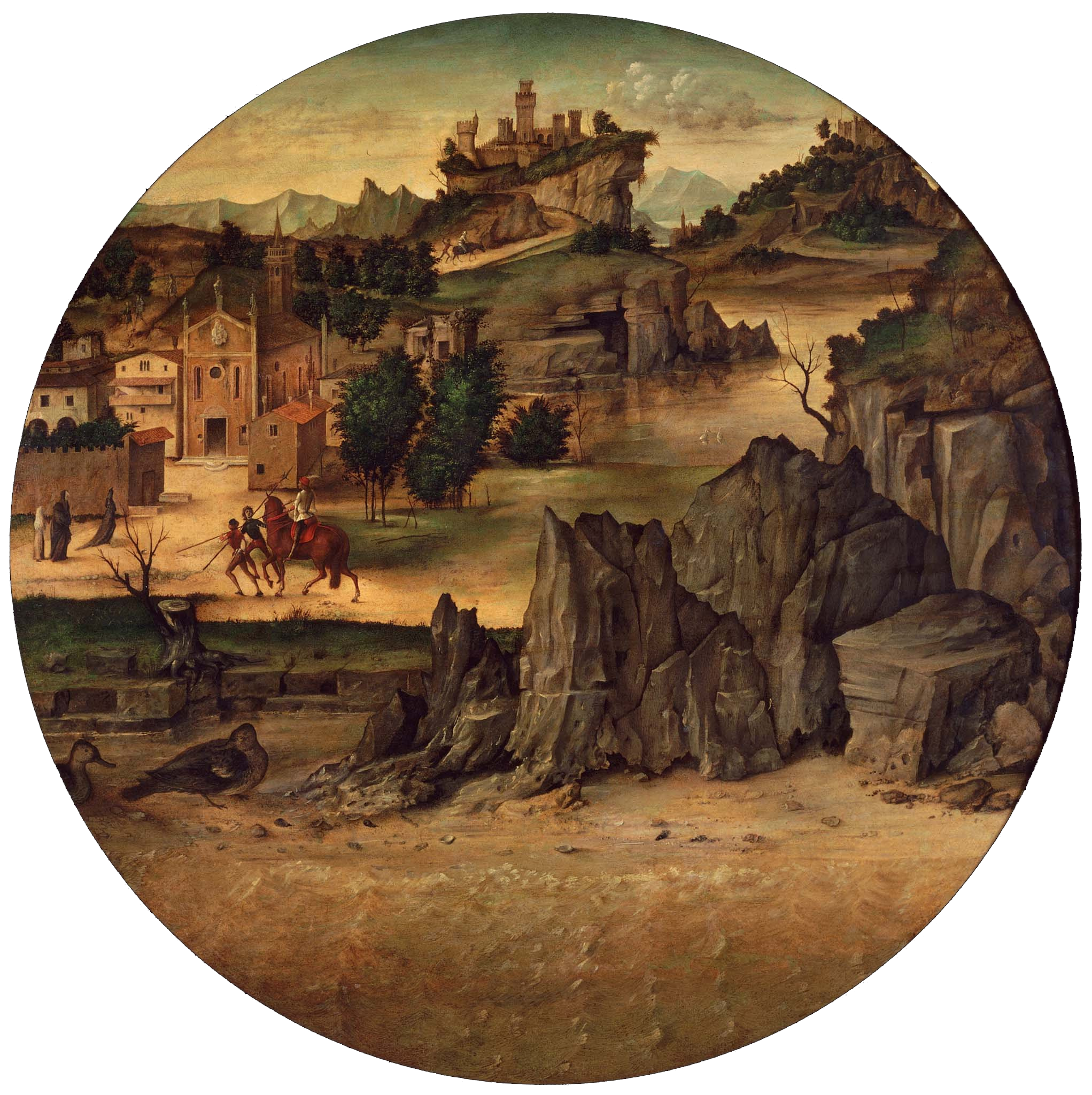
Пейзаж с замками. Ок. 1490. Дерево, масло. Национальный музей западного искусства, Токио
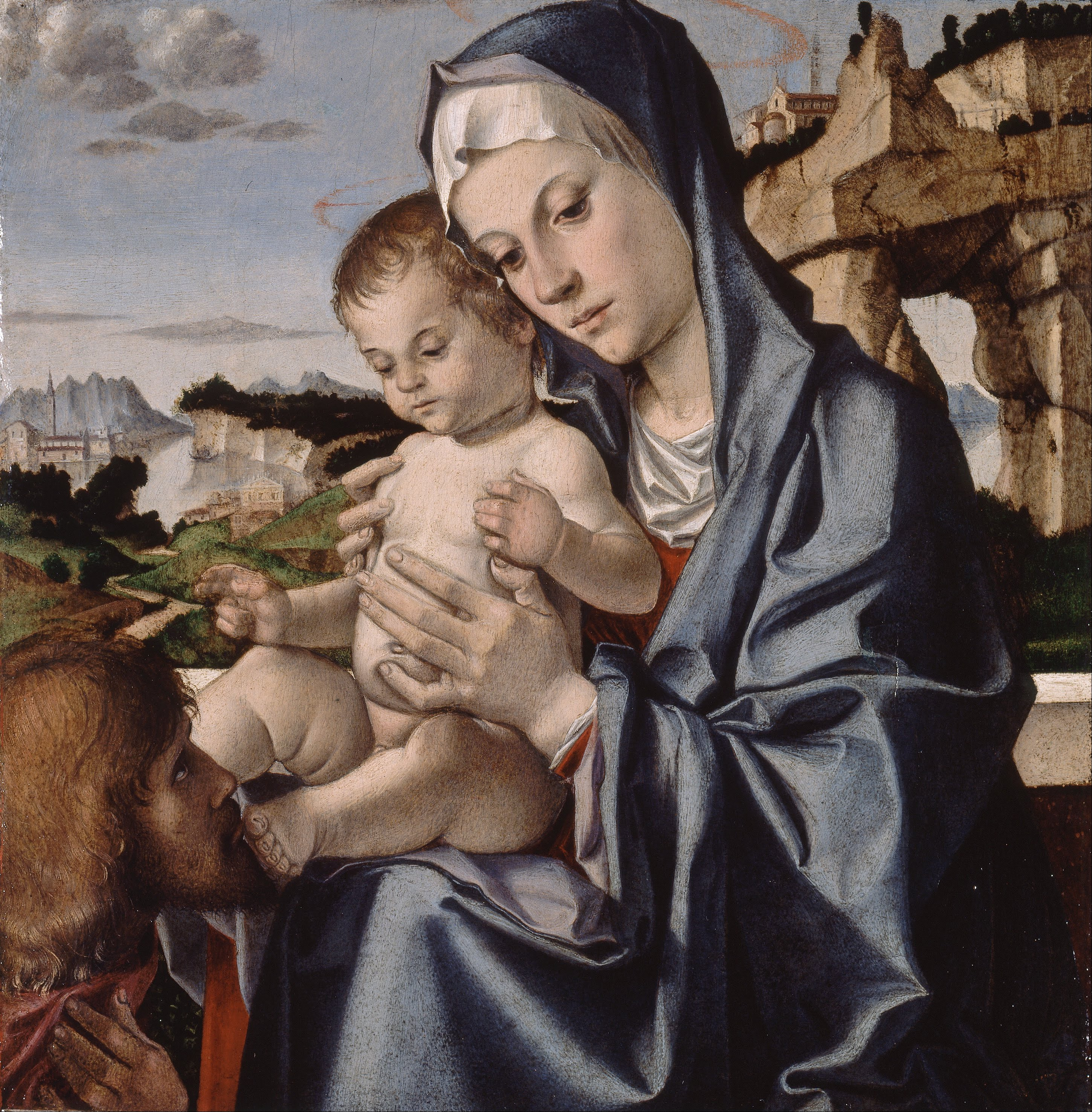
Мадонна с Младенцем и святым. Ок. 1483. Дерево, масло. Галерея искусств Уокера, Ливерпуль
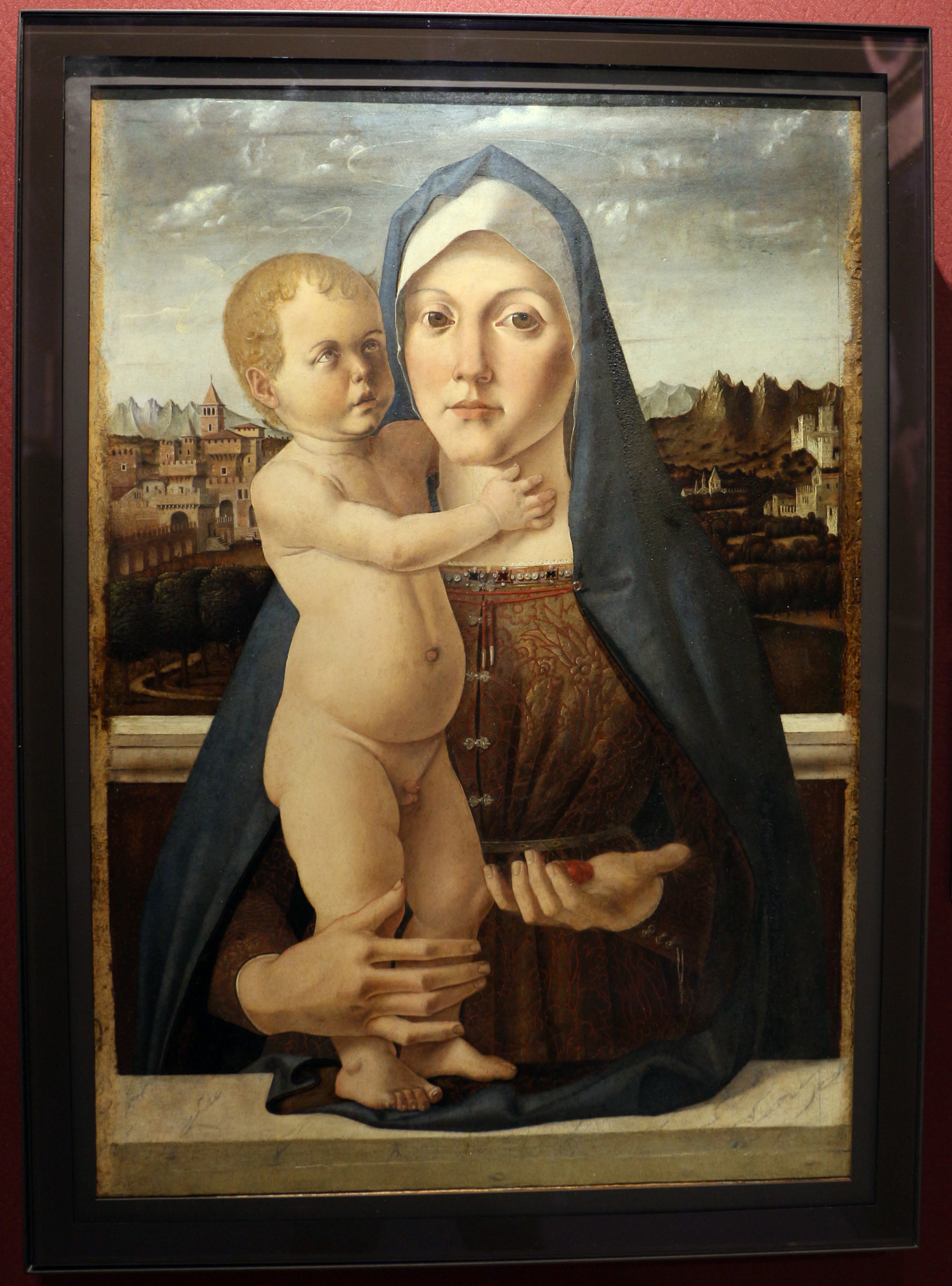
Мадонна с Младенцем. 1490-е гг. Дерево, масло. Муниципальный музей, Беллуно
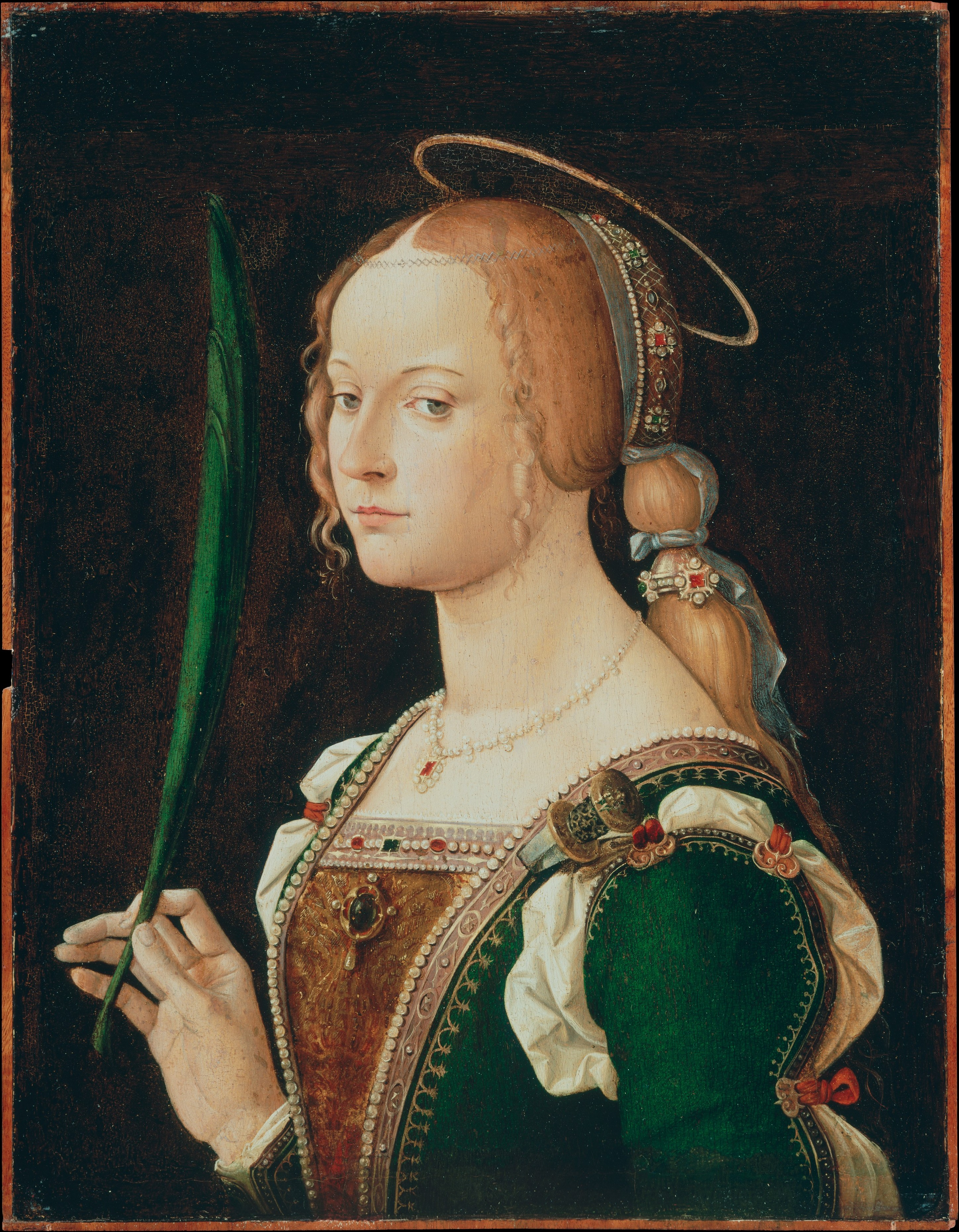
Святая Юстина Падуанская. 1490-е гг. Дерево, масло. Метрополитен-музей, Нью-Йорк